# Kamiesbergen
De Kamiesbergen (Afrikaans: Kamiesberge, Khoikhoi:  Th'amies) is een bergketen van granieten inselbergen of eilandbergen  die verspreid liggen over de zandige hoogvlakte rond de berg en het gelijknamige plaatsje Kamieskroon in Namakwaland in de Zuid-Afrikaanse provincie Noord-Kaap.
Deze bergketen lijkt erg op die van de Matopos in Zimbabwe. De Kamiesbergen strekken zicht uit van ongeveer 140 km van Garies in het zuiden naar Springbok in het noorden en vormt een hoogvlakte tussen het Sandveld van de West-Kaapse Westkust en Boesmanland in het oosten. Centraal gelegen in deze streek is het Hardveld in dit bergachtige gebied.

## Geschiedenis

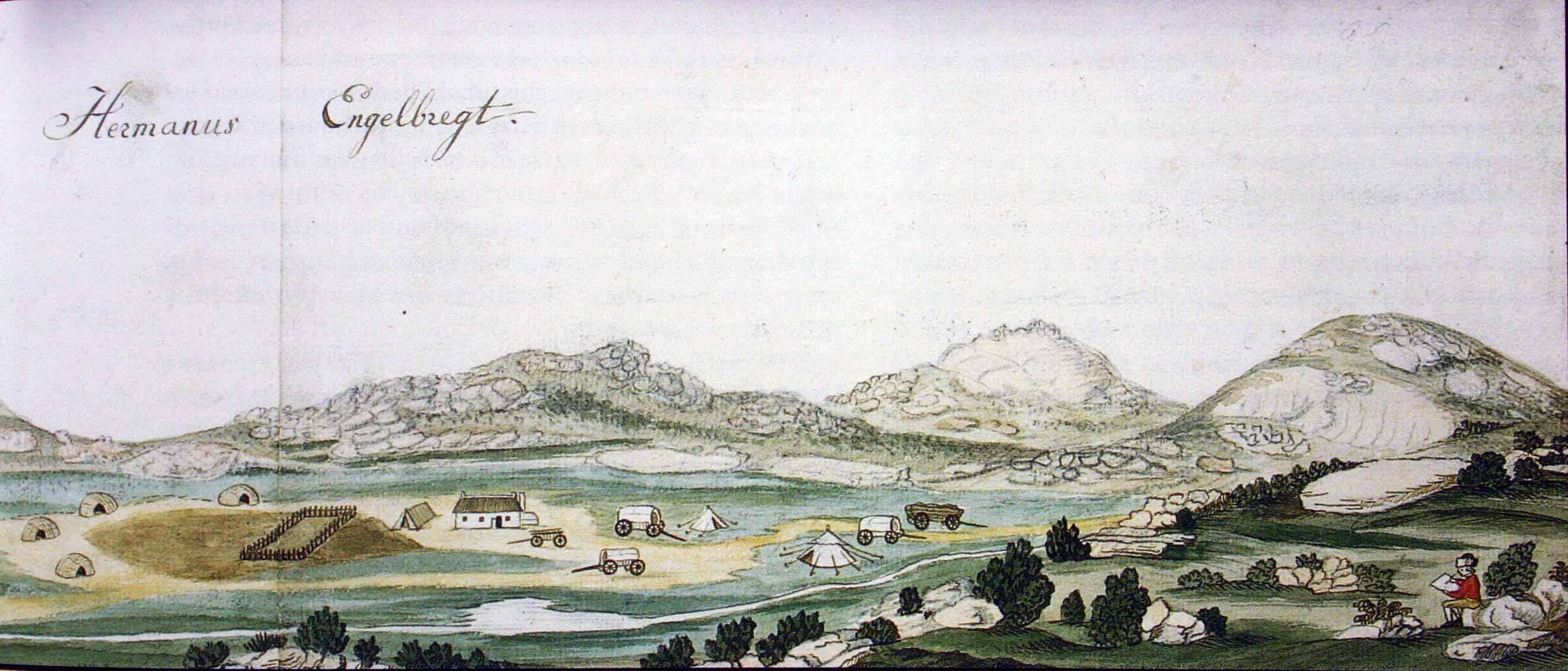
'Ellenboogfontein' nabij het huidige Kamieskroon - Kamiesbergen in de achtergrond

De streek werd voorheen bewoond door de Khoikhoi, die nomadische veehouders waren.
De gebouwen van het plaatsje Kamieskroon werden verplaatst van een vorige locatie die "Bowesdorp" werd genoemd naar de plaatselijke dorpsdokter. Steile granieten heuvels en watertekort hinderden de ontwikkeling van deze plaats en waren de redenen dat het dorp werd verplaatst naar de huidige locatie. De funderingen van het oorspronkelijke dorp zijn nog steeds zichtbaar in een rotsachtig ravijn ongeveer 8 km noordelijk van Kamieskroon.
Het Leliefontein zendingsstation, bekend van het Bloedbad van Leliefontein in 1902, is gelegen op een hoogte van 1.500 m op een hoogvlakte nabij de top van de bergketen; die  tot een hoogte reikt van meer dan 1.700 m.

## Flora
De Kamiesbergen maken deel uit van de ecoregio Succulenten-Karoo en zijn vooral bekend om het grote aantal endmische bolgewassen, vooral van de geslachten Babiana, Lapeirousia, Moraea en Romulea. (Iridaceae).